# Железопътна мрежа на Албания
Железопътната мрежа на Албания е с обща дължина 423 km и междурелсово разстояние от 1435 mm. Оператор на мрежата са Албанските държавни железници (HSH).
Единствената международна железопътна албанска връзка е посредством Черна гора, която от своя страна също извън железопътната си връзка с Албания, има такава само със Сърбия, посредством железопътната линия Белград – Бар. Железопътната връзка между Албания и Черна гора се използва само за превоз на товари.
Другата и все още само предвидена алтернативна международна железопътна албанска връзка е с Република Македония по трасето на паневропейски транспортен коридор 8. С Албания няма железопътна връзка, но се предвижда такава да се осъществи до 2020 г. с изграждането на 130 km железен път от Лерин до Поградец.
До 1947 г., когато започва изграждането на съвременната железопътна мрежа на Албания, в страната няма стандартни железопътни линии. От началото на 20 век, и особено по време на двете световни войни, в страната са изградени редица теснолинейки, предимно и почти само за нуждите на минната индустрия.
На 7 ноември 1947 г. е открита първата железопътна линия в страната, свързваща Драч и Пекин (град, Албания). През 50-те години на XX век, по съветски пример и влияние в Албания започва да се развива и железопътен транспорт. През 1957 г. в страната пристигат първите дизелови локомотиви на чешката фирма ЧКД. Дотогава локомотивната тяга е парна. 
Разрива между Албания и съветския блок заради развенчаването на т.нар. култ към личността по времето на Никита Хрушчов в СССР, не пречи на страната да продължи да изгражда железопътната си мрежа по трудния си и предимно планински терен. До 60-те години, докогато Албания е във Варшавския договор, железопътната мрежа на Албания има и стратегическо значение, понеже единствената военноморска база на страните от Варшавския договор се намира в Албания – военноморска база Пашалиман.
След Втората световна война, Албания се оказва ключова за достъпа на Съветския съюз до Средиземно море, посредством албанското адриатическо крайбрежие. Разривът на Югославската комунистическа партия с Коминформбюро, който датира от средата на 1948 г., прави страната особено привлекателна за съветския блок. От своя страна Албания се притеснява от намеса във вътрешните работи, и дори от югославска анексия (Тито открито се изказва прези юни 1948 г. за присъединяването на Албания към Югославия).  Американската подкрепа за Югославия, тласка албанската външна политика към ориентация и сближение със съветския блок и КНР. За изграждането на съвременната албанска железопътна мрежа допринася най-вече членството на Албания в СИВ. През 50-те и 60-те години сде оформя гръбнака на албанската железопътна мрежа с изграждането на жп линии от Вльора до Шкодра по Адриатика и от Тирана до Охридското езеро (село Мамулища до град Поградец). През септември 1986 г. с изграждането на отсечката Шкодра – Подгорица, албанската железопътна мрежа се включва, през Черна гора, към европейската железопътна система (след смъртта на Енвер Ходжа).
Падането на Берлинската стена замразява и на практика спира развитието на албанския железопътен транспорт. Към 2015 г. за нормалното функциониране на албанската железопътната мрежа са необходими значителни инвестиции. От 2000 г. албанските железници са държавни. По тази причина албанското правителство прибягва до нестандартни управленски решения (като например придобиването на подвижен състав втора употреба от Германия, Чехия или Русия). Ограничението на скоростта по албанската железопътна мрежа е 80 км/час, като пътуването от Шкодра от Тирана (98 км) отнема около 3 часа и 30 минути.
От 2012 г. пътнически влакове по линията Либражд – село Мамулища до град Поградец не се движат. Албанската част от железопътната мрежа по паневропейски транспортен коридор 8 на практика е изградена, като остават за довършване само 2.8 км връзка от Лин до Кяфасан на македонската граница, което като инвестиция възлиза на между 7 – 10 млн. евро.  Република Македония ще трябва да инвестира в изграждането на жп трасето от Кичево през Охрид до Лин (70 км дължина) – 570 млн. евро. 

## Хронологична таблица на изграждането на албанската железопътна мрежа
| Железопътен участък                | Дата на откриване                                           |
| ---------------------------------- | ----------------------------------------------------------- |
| Драч – Пекин                       | 7 ноември 1947 г.                                           |
| Шкозет – Тирана                    | 23 февруари 1949 г.                                         |
| Пекин – Кръсте; Пипер – Църик      | 22 декември 1950 г.                                         |
| Вора – Ляч                         | 7 май 1963 г.                                               |
| Рогожина – Фиер                    | 13 октомври 1968 г.                                         |
| Кръсте – Либражд                   | 20 март 1972 г.                                             |
| Либражд – Преняс                   | 10 март 1974 г.                                             |
| Фиер – Балши                       | 9 март 1975 г.                                              |
| Преняс – Мамулища до град Поградец | юли 1979 г.                                                 |
| Ляч – Лежа                         | април 1981 г.                                               |
| Лежа – Шкодра                      | 11 ноември 1981 г. (влакове се движат от 25 януари 1982 г.) |
| Шкодра – Хани и Хоти               | 11 януари 1985 г. (влакове се движат от август 1986 г.)     |
| Фиер – Нарта                       | януари 1985 г. (влакове се движат от 14 октомври 1985 г.)   |
| Нарта – Валона                     | 14 октомври 1985 г.                                         |
| Милот – Ръшен                      | 1989 (влакове се движат от 7 януари 1990 г.)                |
| Шкодра – Байза                     | възобновена февруари 1996 г.                                |
| Байза – Хани и Хоти                | възобновена на 15 ноември 1996 г.                           |
| Байза – Хани и Хоти                | възобновена март 1997 г.                                    |
| Байза – Хани и Хоти                | възобновена окончателно през април 2002 г.                  |
| Шкодра – Байза                     | 6 март 2003 г.                                              |

Железопътният участък от Шкодра до Байза е многократно разрушаван и разграбван, както и впоследствие възстановяван и движението на влакове по него възобновявано.